# Domart-sur-la-Luce
Domart-sur-la-Luce és un municipi francès situat al departament del Somme i a la regió dels Alts de França. L'any 2018 tenia 410 habitants.

## Demografia

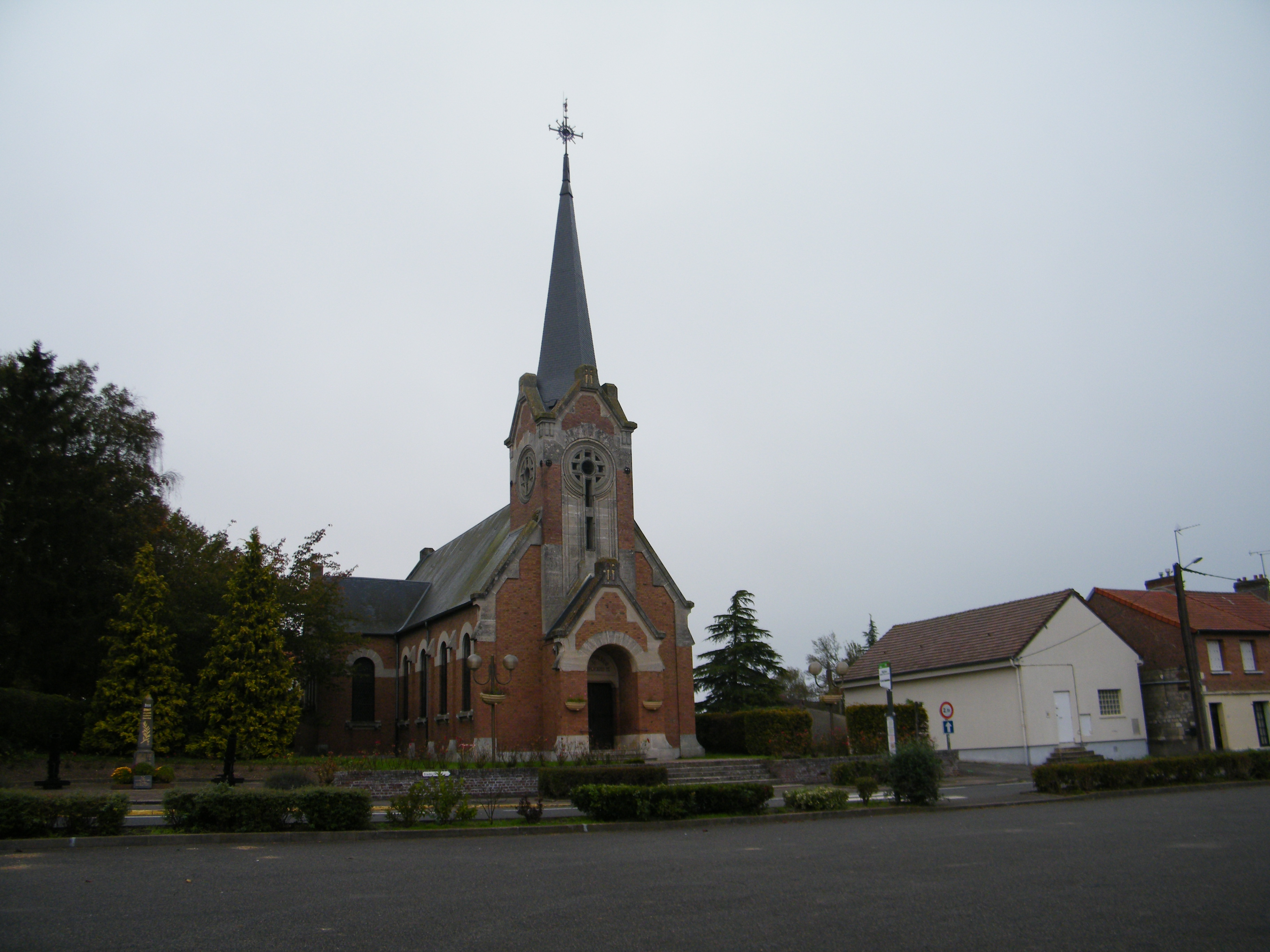

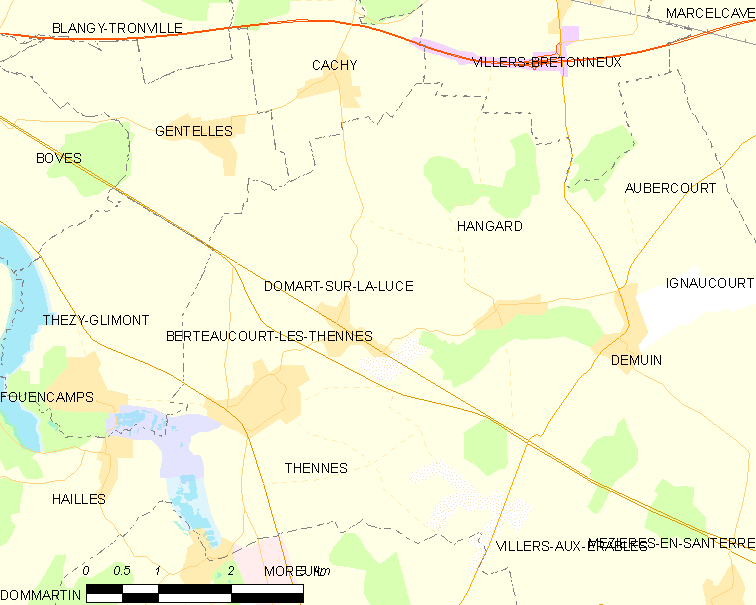

El 2007 tenia 423 habitants. Hi havia 168 famílies de les quals 36 eren unipersonals.
 Hi havia 181 habitatges, dels quals 170 eren l'habitatge principal, una era segona residència i onze estaven desocupats.

## Economia
El 2007 la població en edat de treballar era de 297 persones, 222 eren actives i 75 eren inactives.

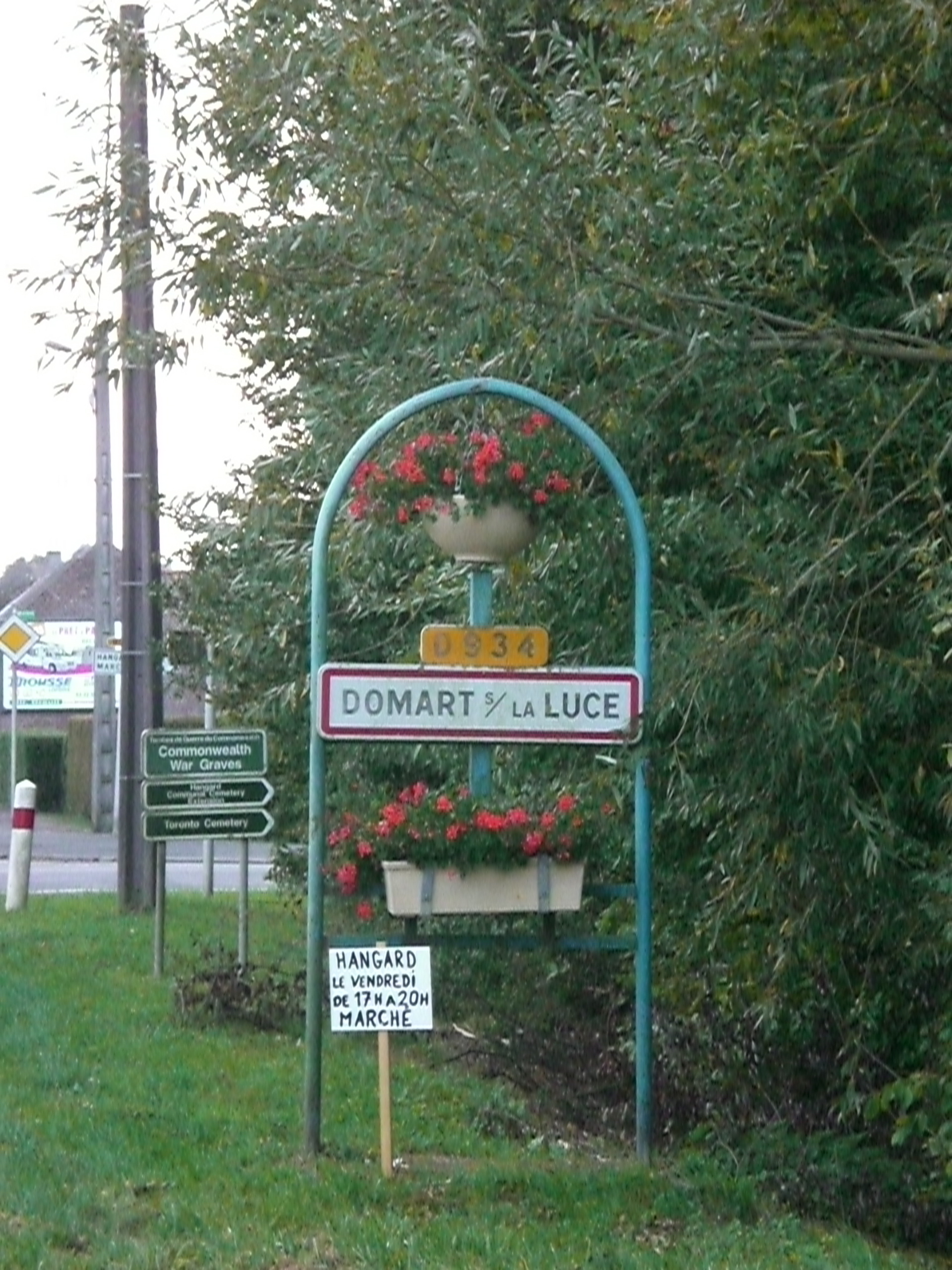

Dels 13 establiments que hi havia el 2007, 1 era d'una empresa alimentària, 1 d'una empresa de fabricació d'altres productes industrials, 1 d'una empresa de construcció, 2 d'empreses de comerç i reparació d'automòbils, 2 d'empreses de transport, 2 d'empreses d'hostatgeria i restauració, 2 d'empreses de serveis i 2 d'empreses classificades com a «altres activitats de serveis».

L'any 2000 hi havia cinc explotacions agrícoles que conreaven un total de 480 hectàrees.

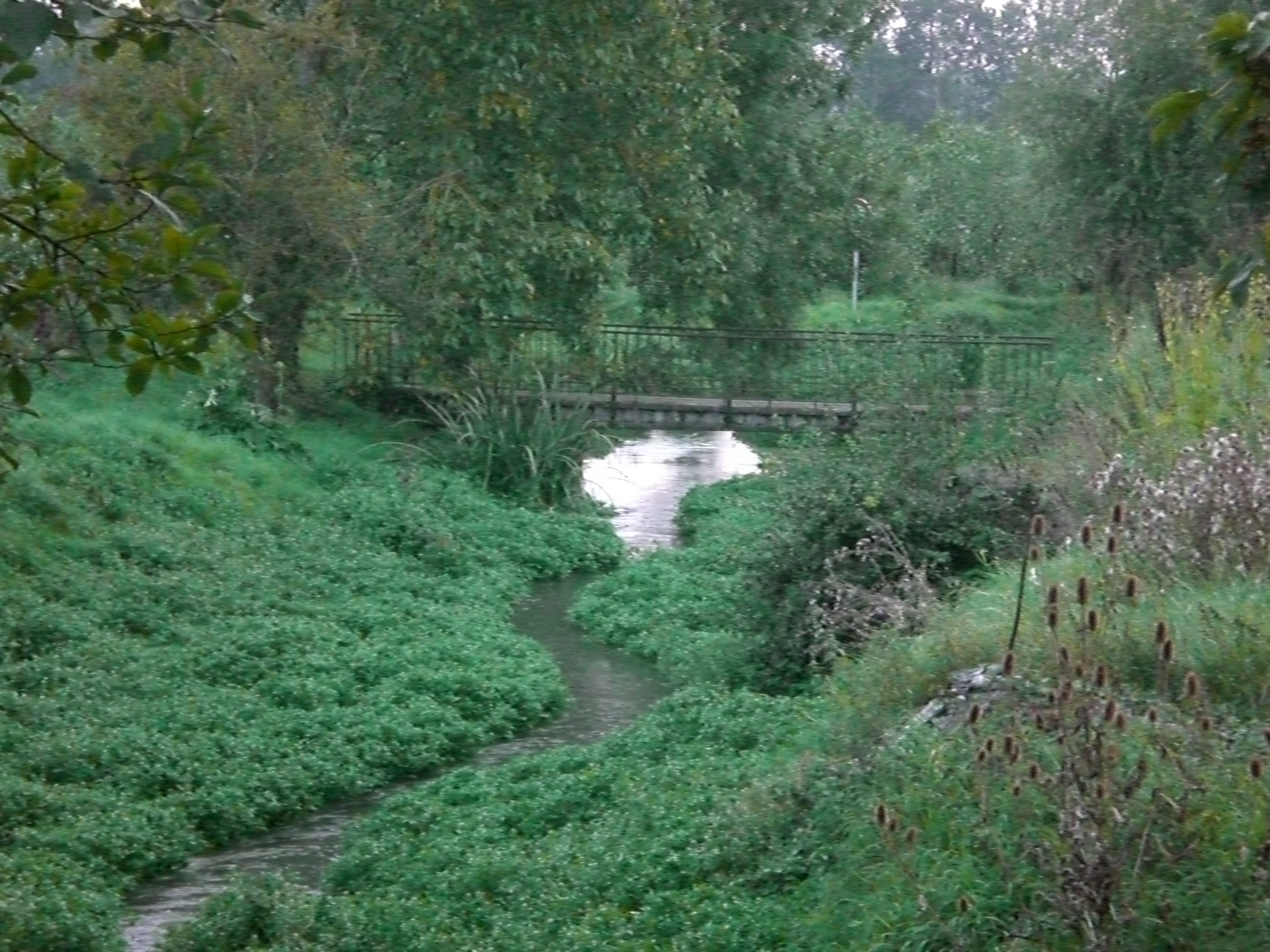
riu Luce

El 2009 hi havia una escola maternal integrada dins d'un grup escolar amb les comunes properes formant una escola dispersa.

## Poblacions més properes

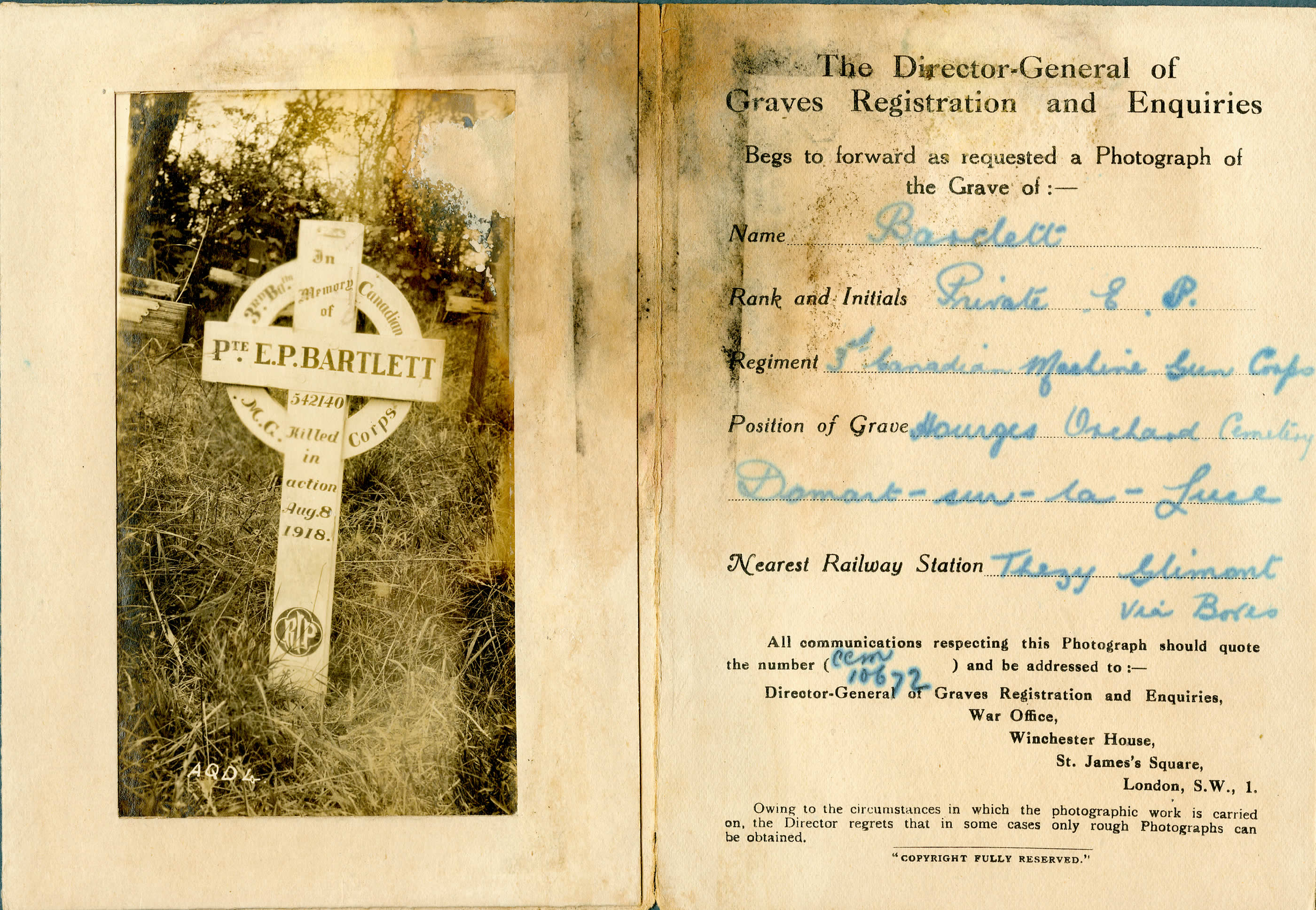

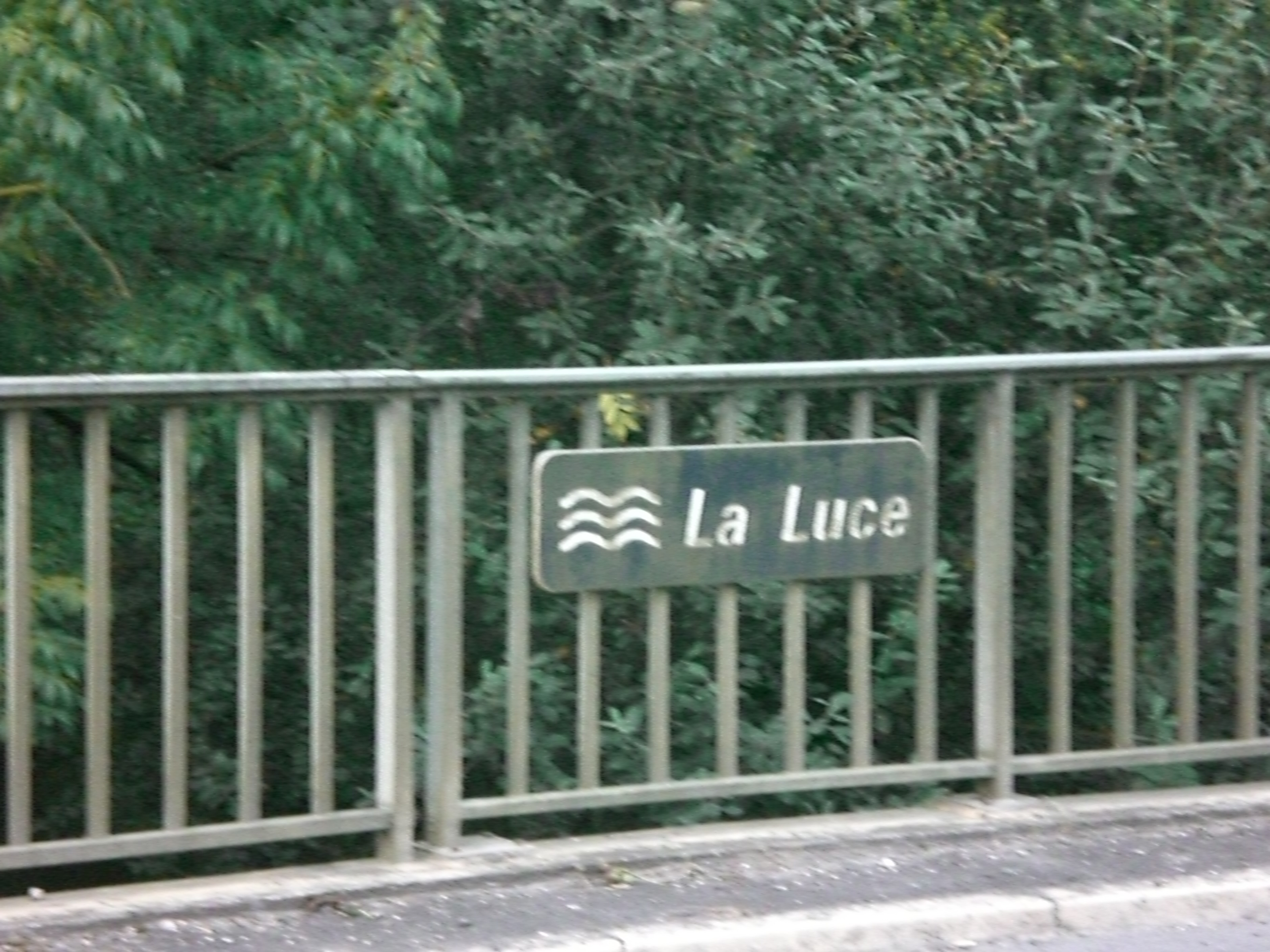